# Synagoge (Chablis)

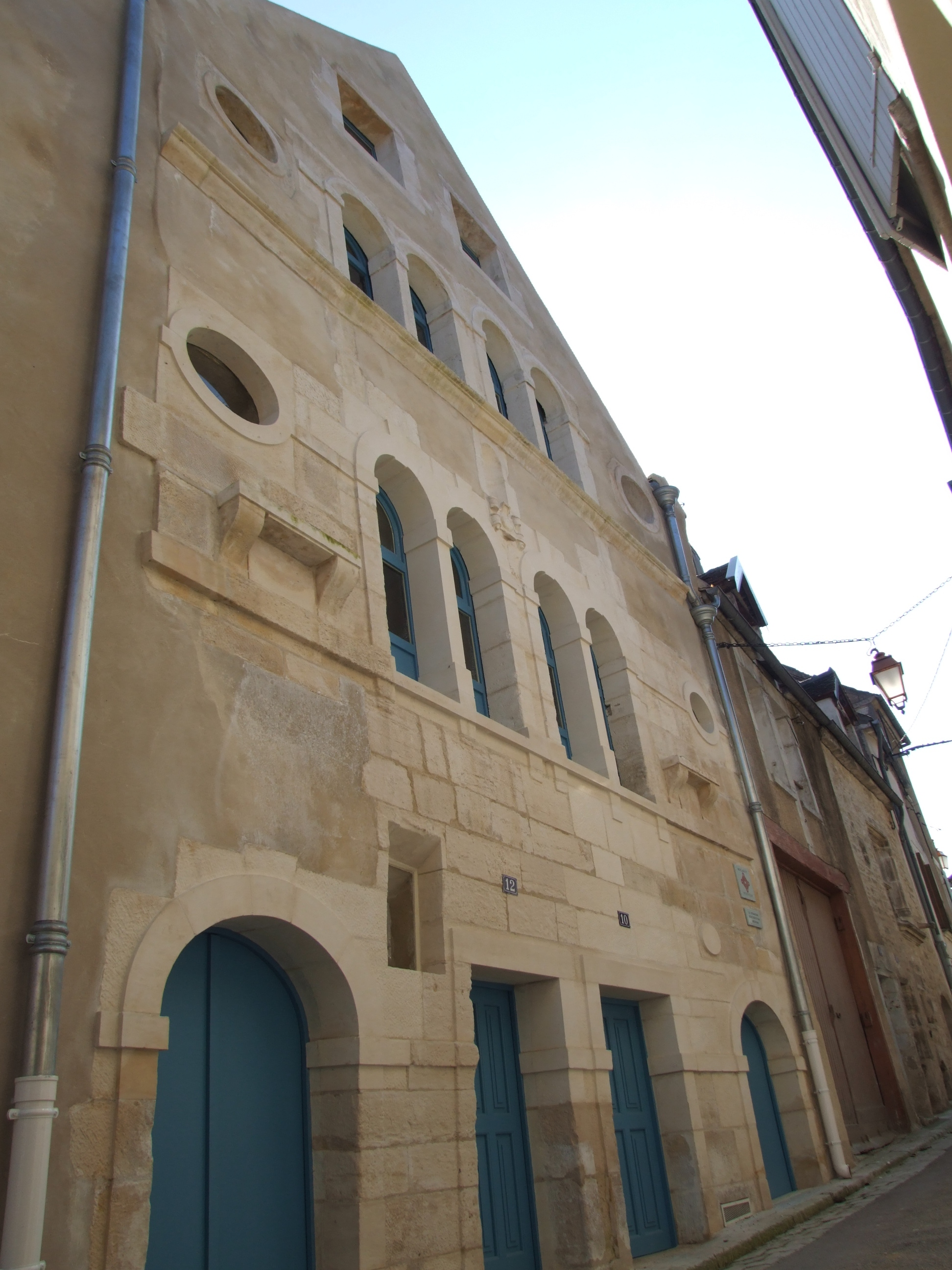
Ehemalige Synagoge in Chablis

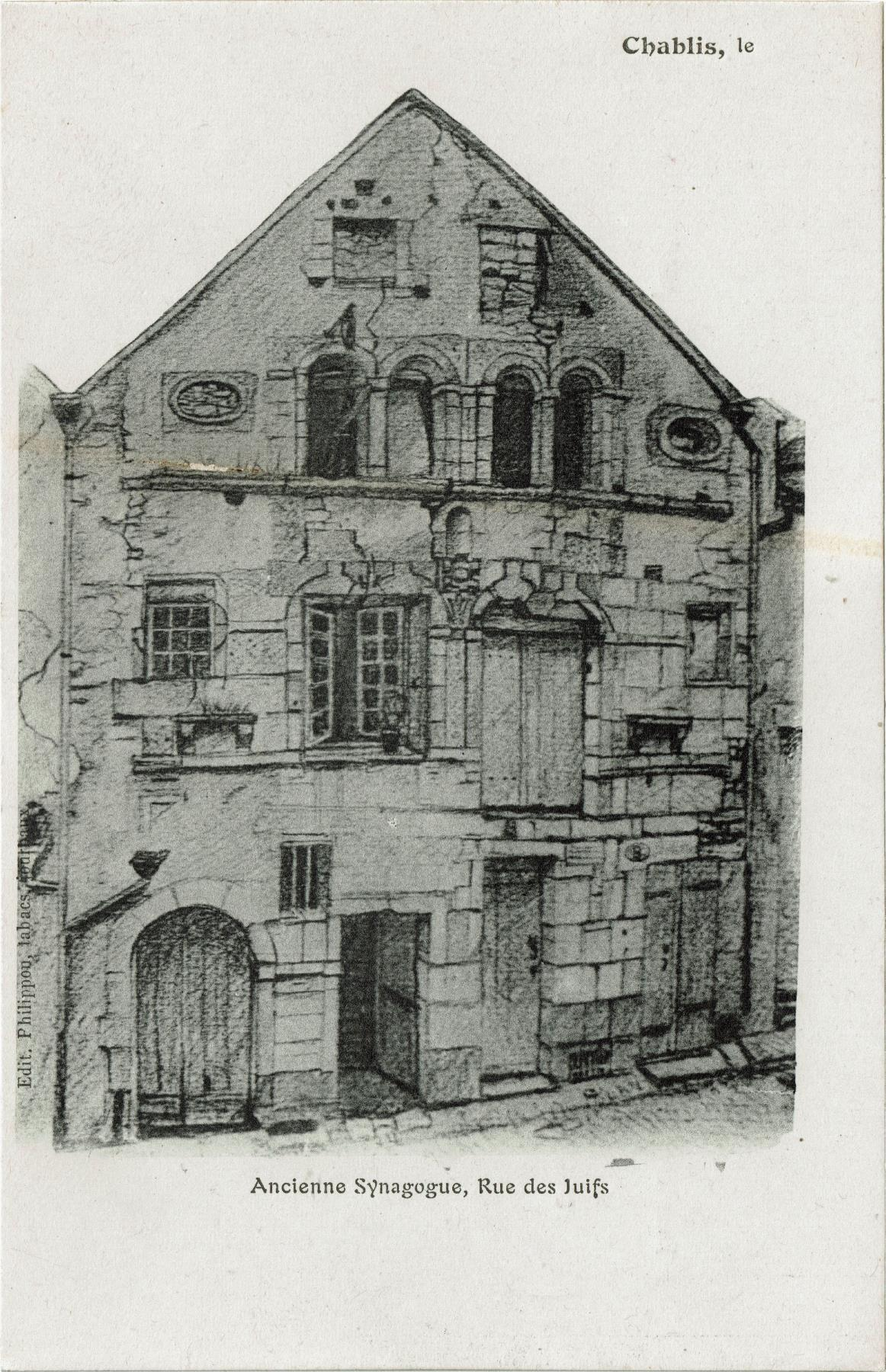
Die Synagoge um 1910

Die Synagoge in Chablis, einer französischen Gemeinde im Département Yonne der Region Burgund, wurde ursprünglich im Mittelalter errichtet und im 16. Jahrhundert im Stil der Renaissance verändert. Die profanierte Synagoge mit der Adresse Rue des Juifs Nr. 10 bis 14 (dt. Judengasse) ist seit 1993 ein geschütztes Baudenkmal (Monument historique).

## Geschichte
Das Gebäude, das lange Zeit dem Verfall preisgegeben war, wurde von 2006 bis 2008 von einer Winzerfamilie umfassend renoviert. Heute ist in der ehemaligen Synagoge eine Dauerausstellung mit dem Titel Les Hommes de la Torah (dt. Die Menschen der Tora) zu sehen.
Ein rituelles Bad (Mikwe) kann ebenfalls besichtigt werden.